# Triangle (Simbabwe)
Koordinaten: 21° 2′ S, 31° 27′ O
Triangle ist ein 429 m hoch gelegener Ort mit etwa 2.000 Einwohnern in der Provinz Masvingo in Simbabwe; gelegen an der Straße und Eisenbahnlinie Mbizi-Chiredzi.
Triangle liegt in einer heißen und trockenen Region, aber liegt nur etwa 3 km östlich des Flusses Mutirikwi. Um landwirtschaftlichen Anbau zu ermöglichen ist eine durchgehende Bewässerung notwendig. Triangle ist Zentrum des Zuckerrohranbaus. Es wurden einmal jährlich 1,2 Mio. t Zucker produziert. Der wurde bis zur Landumverteilung von fünf großen Agrarbetrieben angebaut. Heute bewirtschaften einige hundert Kleinbauern jeweils Flächen von 10 ha. Andere Flächen liegen brach. Der Ertrag ging von 110 t/ha auf 40 t/ha zurück.
Triangle hat zwei Schulen und vier Kliniken.